# Paul Coppo
Paul Francis Coppo (* 2. November 1938 in Hancock, Michigan; † 2. Juni 2022 Green Bay, Wisconsin) war ein US-amerikanischer Eishockeyspieler.

## Karriere
Paul Coppo besuchte bis 1956 die Hancock High School und absolvierte im Anschluss an der Michigan Technological University ein Bachelorstudium im Maschinenbau. Seine Eishockeykarriere begann Coppo bei den Portage Lake Pioneers. Während seiner Zeit an der Universität spielte er für das Eishockeyteam der Universität, die „Michigan Tech Huskies“.
Nach seiner Collegezeit zog Coppo 1960 nach Green Bay, wo er sich den Green Bay Bobcats aus der United States Hockey League anschloss. In seiner Zeit bei den Bobcats erzielte er 227 Tore und verbuchte zudem 325 Assists.
Mit der US-Nationalmannschaft nahm er an der Weltmeisterschaft 1962 und den Olympischen Winterspielen 1964 teil. Beide Male wurde Coppo Torschützenkönig und gewann 1962 WM-Bronze.
Nach seiner Spielerkarriere bei den Green Bay Bobcats trainierte Coppo das Team und wurde später Eigentümer. Im Jahr 2004 wurde er in die United States Hockey Hall of Fame und 2006 in die Wisconsin Hockey Hall of Fame aufgenommen. Darüber hinaus engagierte sich Coppo in der De Pere Youth Hockey Association, wo er acht Jahre lang junge Spieler trainierte und betreute.